# نادي كارباتي لفيف
نادي كاربات لفيف هو نادي كرة قدم من أوكرانيا. تأسس عام 1963. تمت تسمية النادي بهذا الاسم على اسم جبال كاربات الواقعة في أوكرانيا.

## وصلات خارجية
- الموقع الرسمي (بالإنجليزية) (بالأوكرانية)
- كرة القدم الأوكرانية